# Blue Tea Games
Blue Tea Games is een Chinees computerspelbedrijf, meer bepaald in Hongkong, dat casual computerspellen ontwikkelt. Het bedrijf werd op 24 januari 2003 opgericht door Steven Zhao.

## Spellen
- Cactus Bruce and the Corporate Monkeys (2004)
- Teddy Tavern: A Culinary Adventure (2007)
- Forgotten Riddles: The Mayan Princess (2007)
- Forgotten Lands: First Colony (2008)
- Macabre Mysteries: Curse of the Nightingale (2011)
- Fabled Legends: The Dark Piper (2012)
- Enchantia: Wrath of the Phoenix Queen (2013)
- Cursery: The Crooked Man and The Crooked Cat (2013)

### Dark Parables-franchise
De Dark Parables-franchise bestaat uit enkele spellen waarin een "sprookjesdetective" in aanraking komt met de duistere kant van enkele bekende sprookjesfiguren.
- Vloek van Doornroosje (2010)
- De verbannen prins (2011)
- Bewind van de Sneeuwkoningin (2011)
- Zusters van de Rode Mantel (2012)
- De laatste Assepoester (2013)
- Jack en het Koninkrijk in de Wolken (2014)
- Ballade van Rapunzel (2014)
- The Little Mermaid and the Purple Tide (2014) (nog geen Nederlandstalige versie beschikbaar)

### Enlightenus-franchise
- Enlightenus (2009)
- Enlightenus II: The Timeless Tower (2010)